# Jacques de Tourreil
Jacques de Tourreil (Toulouse, 18 de novembro de 1656 — Paris, 11 de outubro de 1714) foi um jurista francês.